# Gran Premio del Portogallo 1986
Il Gran Premio del Portogallo 1986 è stata la quattordicesima gara del campionato di Formula 1 del 1986, si è svolto il 21 settembre sul circuito dell'Estoril ed è stato vinto da Nigel Mansell su Williams-Honda.

## Vigilia

### Aspetti sportivi
Per questo unico Gran Premio la McLaren di Keke Rosberg ha sfoggiato, solo nella gara della domenica, una speciale livrea Marlboro giallobianca per pubblicizzare il prodotto Lights del succitato marchio di sigarette; per prove libere e qualifiche era stata invece mantenuta la storica livrea Marlboro biancorossa, la stessa normalmente usata dal compagno di squadra Alain Prost per tutto il fine settimana iberico.

## Qualifiche
| Pos | N° | Pilota             | Costruttore            | Q1       | Q2       | Distacco |
| --- | -- | ------------------ | ---------------------- | -------- | -------- | -------- |
| 1   | 12 | Ayrton Senna       | Lotus-Renault          | 1.19:643 | 1.16:673 |          |
| 2   | 5  | Nigel Mansell      | Williams-Honda         | 1.19:047 | 1.17:489 | +0,816   |
| 3   | 1  | Alain Prost        | McLaren-TAG Porsche    | 1.19:692 | 1.17:710 | +1,037   |
| 4   | 20 | Gerhard Berger     | Benetton-BMW           | 1.19:923 | 1.17:742 | +1,069   |
| 5   | 19 | Teo Fabi           | Benetton-BMW           | 1.20:957 | 1.18:051 | +1,398   |
| 6   | 6  | Nelson Piquet      | Williams-Honda         | 1.19:410 | 1.18:180 | +1,507   |
| 7   | 2  | Keke Rosberg       | McLaren-TAG Porsche    | 1.20:556 | 1.18:360 | +1,687   |
| 8   | 28 | Stefan Johansson   | Ferrari                | 1.21:621 | 1.19:332 | +2,659   |
| 9   | 7  | Riccardo Patrese   | Brabham-BMW            | 1.21:257 | 1.19:637 | +2,964   |
| 10  | 25 | René Arnoux        | Ligier-Renault         | 1.21:876 | 1.19:657 | +2,984   |
| 11  | 26 | Philippe Alliot    | Ligier-Renault         | 1.21:693 | 1.19:769 | +3,096   |
| 12  | 8  | Derek Warwick      | Brabham-BMW            | 1.23:455 | 1.19:882 | +3,209   |
| 13  | 27 | Michele Alboreto   | Ferrari                | 1.21:123 | 1.20:019 | +3,346   |
| 14  | 16 | Patrick Tambay     | Lola-Ford              | 1.22:396 | 1.20:761 | +4,088   |
| 15  | 11 | Johnny Dumfries    | Lotus-Renault          | 1.23:778 | 1.21:594 | +4,921   |
| 16  | 23 | Andrea De Cesaris  | Minardi-Motori Moderni | 1.23:361 | 1.21:611 | +4,938   |
| 17  | 15 | Alan Jones         | Lola-Ford              | 1.22:612 | 1.21:646 | +4,973   |
| 18  | 24 | Alessandro Nannini | Minardi-Motori Moderni | 1.24:724 | 1.21:702 | +5,029   |
| 19  | 3  | Martin Brundle     | Tyrrell-Renault        | 1.25:114 | 1.21:835 | +5,162   |
| 20  | 14 | Jonathan Palmer    | Zakspeed               | 1.23:941 | 1.21:919 | +5,256   |
| 21  | 18 | Thierry Boutsen    | Arrows-BMW             | 1.23:412 | 1.22:068 | +5,395   |
| 22  | 17 | Christian Danner   | Arrows-BMW             | 1.24:665 | 1.22:274 | +5,601   |
| 23  | 4  | Philippe Streiff   | Tyrrell-Renault        | 1.23:895 | 1.22:388 | +5,715   |
| 24  | 21 | Piercarlo Ghinzani | Osella-Alfa Romeo      | 1.26:552 | 1.23:566 | +6,893   |
| 25  | 31 | Ivan Capelli       | AGS-Motori Moderni     | 1.25:795 | 1.23:987 | +7,314   |
| 26  | 29 | Huub Rothengatter  | Zakspeed               | 1.25:928 | 1.24:105 | +7,432   |
| 27  | 22 | Allen Berg         | Osella-Alfa Romeo      | 1.29:724 | 1.26:861 | +10,188  |

## Gara

### Risultati
| Pos | Nº | Pilota             | Costruttore            | Giri | Tempo/Ritiro        | Pos. Griglia | Punti |
| --- | -- | ------------------ | ---------------------- | ---- | ------------------- | ------------ | ----- |
| 1   | 5  | Nigel Mansell      | Williams-Honda         | 70   | 1:37:21.900         | 2            | 9     |
| 2   | 1  | Alain Prost        | McLaren-TAG Porsche    | 70   | + 18.772            | 3            | 6     |
| 3   | 6  | Nelson Piquet      | Williams-Honda         | 70   | + 49.274            | 6            | 4     |
| 4   | 12 | Ayrton Senna       | Lotus-Renault          | 69   | Mancanza di benzina | 1            | 3     |
| 5   | 27 | Michele Alboreto   | Ferrari                | 69   | + 1 Giro            | 13           | 2     |
| 6   | 28 | Stefan Johansson   | Ferrari                | 69   | + 1 Giro            | 8            | 1     |
| 7   | 25 | René Arnoux        | Ligier-Renault         | 69   | + 1 Giro            | 10           |       |
| 8   | 19 | Teo Fabi           | Benetton-BMW           | 68   | + 2 Giri            | 5            |       |
| 9   | 11 | Johnny Dumfries    | Lotus-Renault          | 68   | + 2 Giri            | 15           |       |
| 10  | 18 | Thierry Boutsen    | Arrows-BMW             | 67   | + 3 Giri            | 21           |       |
| 11  | 17 | Christian Danner   | Arrows-BMW             | 67   | + 3 Giri            | 22           |       |
| 12  | 14 | Jonathan Palmer    | Zakspeed               | 67   | + 3 Giri            | 20           |       |
| 13  | 22 | Allen Berg         | Osella-Alfa Romeo      | 63   | + 7 Giri            | 27           |       |
| Rit | 7  | Riccardo Patrese   | Brabham-BMW            | 62   | Motore              | 9            |       |
| NC  | 16 | Patrick Tambay     | Lola-Ford              | 62   | Non Classificato    | 14           |       |
| NC  | 24 | Alessandro Nannini | Minardi-Motori Moderni | 60   | Non Classificato    | 18           |       |
| Rit | 20 | Gerhard Berger     | Benetton-BMW           | 44   | Testacoda           | 4            |       |
| Rit | 23 | Andrea De Cesaris  | Minardi-Motori Moderni | 43   | Testacoda           | 16           |       |
| Rit | 2  | Keke Rosberg       | McLaren-TAG Porsche    | 41   | Problemi elettrici  | 7            |       |
| Rit | 8  | Derek Warwick      | Brabham-BMW            | 41   | Problemi elettrici  | 12           |       |
| Rit | 26 | Philippe Alliot    | Ligier-Renault         | 39   | Motore              | 11           |       |
| Rit | 4  | Philippe Streiff   | Tyrrell-Renault        | 28   | Motore              | 23           |       |
| Rit | 3  | Martin Brundle     | Tyrrell-Renault        | 18   | Motore              | 19           |       |
| Rit | 15 | Alan Jones         | Lola-Ford              | 10   | Freni/Testacoda     | 17           |       |
| Rit | 29 | Huub Rothengatter  | Zakspeed               | 9    | Trasmissione        | 26           |       |
| Rit | 21 | Piercarlo Ghinzani | Osella-Alfa Romeo      | 8    | Motore              | 24           |       |
| Rit | 31 | Ivan Capelli       | AGS-Motori Moderni     | 6    | Trasmissione        | 25           |       |

## Classifiche

### Piloti
| Pos. | Pilota           | Punti |
| ---- | ---------------- | ----- |
| 1    | Nigel Mansell    | 70    |
| 2    | Nelson Piquet    | 60    |
| 3    | Alain Prost      | 59    |
| 4    | Ayrton Senna     | 51    |
| 5    | Keke Rosberg     | 22    |
| 6    | Stefan Johansson | 19    |
| 7    | Jacques Laffite  | 14    |
| 8    | Michele Alboreto | 14    |
| 9    | René Arnoux      | 14    |
| 10   | Gerhard Berger   | 8     |
| 11   | Martin Brundle   | 5     |
| 12   | Alan Jones       | 4     |
| 13   | Patrick Tambay   | 2     |
| 14   | Teo Fabi         | 2     |
| 15   | Johnny Dumfries  | 2     |
| 16   | Riccardo Patrese | 2     |
| 17   | Philippe Streiff | 1     |
| 18   | Christian Danner | 1     |

### Costruttori
| Pos. | Team                | Punti |
| ---- | ------------------- | ----- |
| 1    | Williams-Honda      | 130   |
| 2    | McLaren-TAG Porsche | 81    |
| 3    | Lotus-Renault       | 53    |
| 4    | Ferrari             | 33    |
| 5    | Ligier-Renault      | 28    |
| 6    | Benetton-BMW        | 10    |
| 7    | Tyrrell-Renault     | 6     |
| 8    | Lola-Ford Cosworth  | 6     |
| 9    | Brabham-BMW         | 2     |
| 10   | Arrows-BMW          | 1     |